# Rebecca Frecknall
Rebecca Frecknall (1986) è una regista teatrale britannica.

## Biografia
Ha studiato teatro alla Goldsmiths University di Londra e regia alla London Academy of Music and Dramatic Art.
Dopo essere stata nominata regista associata dell'Almeida Theatre, ha ottenuto il suo primo successo nel 2018 con la regia di un acclamato allestimento di Estate e fumo di Tennessee Williams, debuttato all'Almeida Theatre e poi riproposto al più capiente Duke of York's Theatre a causa del successo di critica e pubblico; Estate e fumo le è valso la sua prima candidatura al Premio Laurence Olivier.
Sempre nel 2019 ha diretto Tre sorelle di Anton Čechov e La duchessa di Amalfi di John Webster all'Almeida Theatre, mentre l'anno successivo ha esordito sulle scene newyorchesi come regista di Sanctuary City al Lucille Lortel Theatre dell'Off-Broadway, per cui ha vinto il Drama Desk Award alla miglior regia di un'opera teatrale.
Nel 2021 è tornata a lavorare nel West End londinese, dove ha diretto un acclamato revival di Cabaret con Eddie Redmayne e Jessie Buckley; per Cabaret ha vinto il Critics' Circle Award e il Laurence Olivier Award per la miglior regia. Nel 2022 è tornata all'Almeida Theatre con un revival di Un tram che si chiama Desiderio di Tennessee Williams con Paul Mescal: l'allestimento ha avuto un grande successo di critica e pubblico, è stato riproposto al Phoenix Theatre di Londra e ha vinto il Premio Laurence Olivier al miglior revival. Inoltre le è valso una nuova candidatura ai Premio Laurence Olivier come miglior regista. Nel 2024 esordisce a Broadway con il suo allestimento di Cabaret.

## Teatro
- Estate e fumo di Tennessee Williams. Almeida Theatre e Duke of York's Theatre di Londra (2018)
- Tre sorelle di Anton Čechov. Almeida Theatre di Londra (2019)
- La duchessa di Amalfi di John Webster. Almeida Theatre di Londra (2019)
- Sanctuary City di Martyna Majok. New York Theatre Workshop dell'Off-Broadway (2020)
- Cabaret, libretto di Joe Masteroff e Fred Ebb, colonna sonora di John Kander. Kit Kat Club di Londra (2021), August Wilson Theatre di Broadway (2024)
- Un tram che si chiama Desiderio di Tennessee Williams. Almeida Theatre (2022) Phoenix Theatre (2023), Noël Coward Theatre di Londra (2025), BAM di New York (2025)
- Romeo e Giulietta di William Shakespeare. Almeida Theatre di Londra (2023)
- La casa di Bernarda Alba di Federico García Lorca. National Theatre di Londra (2023)
- Julie da August Strindberg. Stadsschouwburg di Amsterdam (2024)
- La gatta sul tetto che scotta di Tennessee Williams. Almeida Theatre di Londra (2024)
- Una luna per i bastardi di Eugene O'Neill. Almeida Theatre di Londra (2025)

## Riconoscimenti
- Drama Desk Award
  - 2022 – Miglior regia di un'opera teatrale per Sanctuary City
  - 2024 – Candidatura per la miglior regia di un musical per Cabaret
- Premio Laurence Olivier
  - 2019 – Candidatura alla miglior regia per Estate e fumo
  - 2022 – Miglior regia per Cabaret
  - 2023 – Candidatura alla miglior regia per Un tram che si chiama Desiderio